# Tuja
Tuja (lat. Thuja), rod zimzelenih grmova i drveća iz porodice Čempresovki (Cupressaceae). Predstavnici ovog roda rastu po Sjevernoj Americi i Aziji (Japan, Koreja, Kina).
Drvo nazvano istočnjačka tuja ili obična azijska tuja čini poseban rod Platycladus, i ne pripada u tuje.

## Vrste
1. Thuja koraiensis, korejska tuja
2. Thuja occidentalis, obična američka tuja, Zapadnjačka tuja
3. Thuja plicata, golema tuja
4. Thuja standishii, japanska tuja
5. Thuja sutchuenensis, sečunska tuja

## Vanjske poveznice
|  | Zajednički poslužitelj ima još gradiva o temi Thuja |
|  | Wikivrste imaju podatke o taksonu Thuja             |